# Pavillon Majestic (Chamalières)
Pour les articles homonymes, voir Hôtel Majestic.
Le pavillon Majestic est un bâtiment construit au début de la Belle Époque (1879-1888) et doté d'une façade Art nouveau (1911-1912). Il est situé au 33, avenue de la Gare à Chamalières, dans le département du Puy-de-Dôme. C'est l'un des plus beaux exemples de l'architecture thermale d'Auvergne ; il a été inscrit au titre de monument historique par arrêté du 29 octobre 1975 qui a été remplacé par un arrêté du 6 octobre 2022 qui s'y substitue (protection des façades et toitures). Ses chambres et suites ont été transformées en appartements privés en 1949-1950.

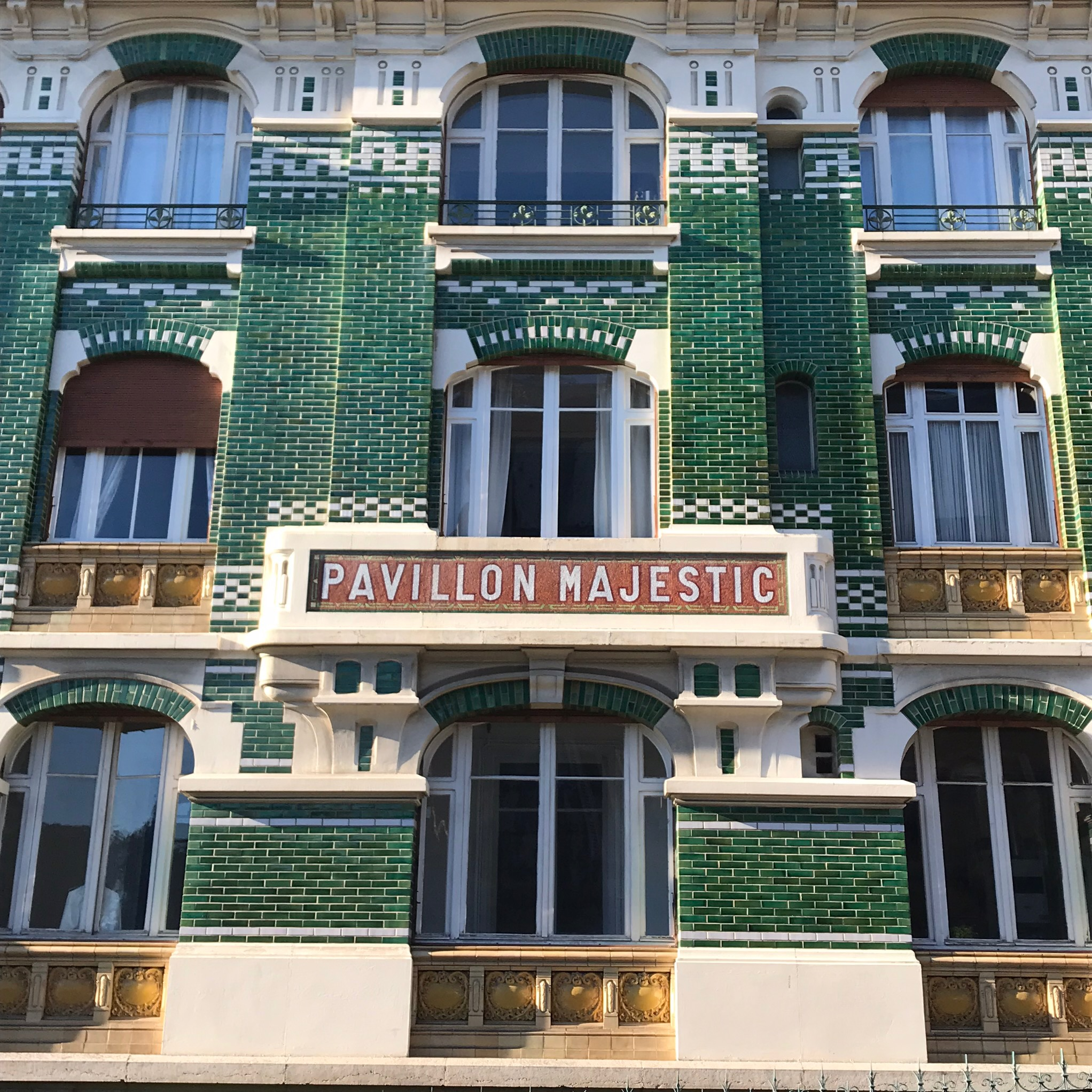
Façade nord du Pavillon Majestic, détail (photo J. Picot, mai 2019)

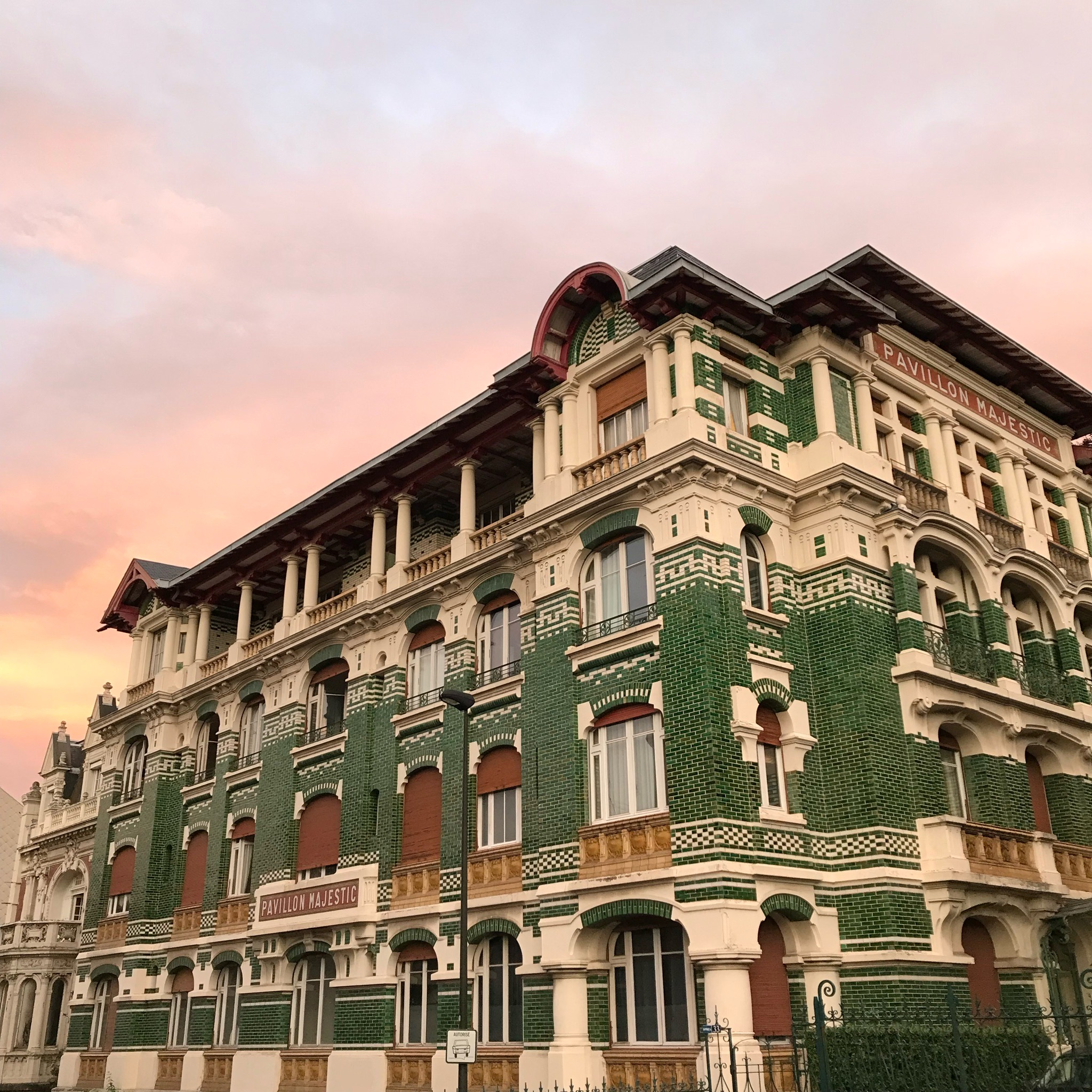
Façades nord et ouest du Pavillon Majestic (2022)

## Historique

### Les villas d'origine (vers 1878/1879-1888)

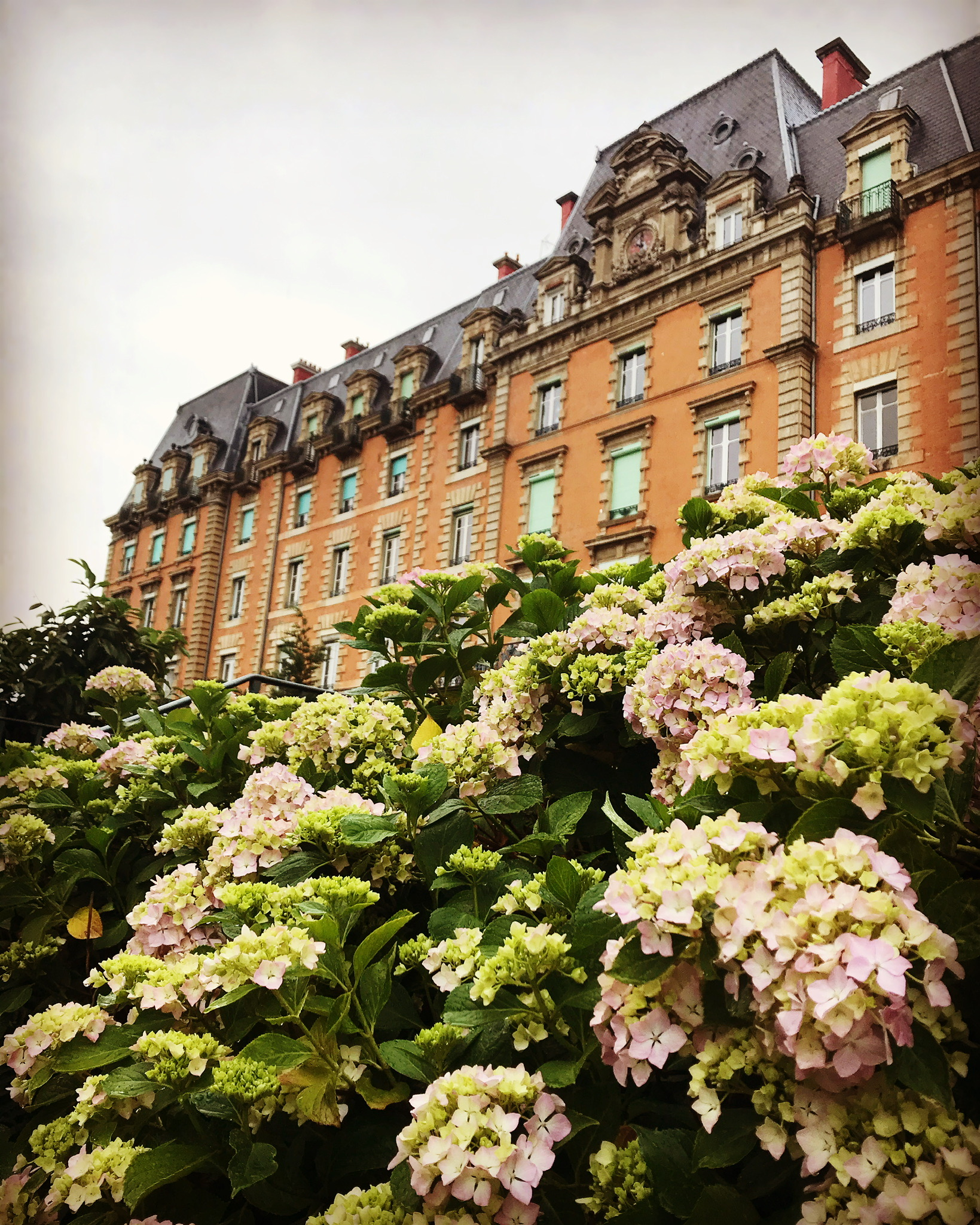
Le "Grand Hôtel & Majestic Palace"

Le  Pavillon Majestic que l'on peut admirer aujourd'hui était composé à l'origine de trois villas (cf. photo) de styles néo-Louis XIII bâties à la demande de Léon Servant, propriétaire du Grand Hôtel voisin (cf. photo). Installées dans le parc du Grand Hôtel, deux villas proposaient des logements meublés (chambres, suites ou appartements) pour les riches villégiateurs venant prendre les Eaux de Royat-les-Bains ; quant à la troisième villa, elle était destinée aux propriétaires du complexe hôtelier et leur servait de résidence d'habitation à l'année. On connaissait alors les villas sous les appellations de  "Villa Servant" (1888) et de "Villas Beau-Site" (premier état érigé vers 1878, second état en 1888).        
Si l'on ignore le nom de l'entrepreneur et/ou de l'architecte de la première Villa Beausite (vers 1878), c'est à l'architecte Achille Ballière que l'on doit les travaux de construction des deux villas érigées en 1888.        

### Le renouveau (1911-1912)

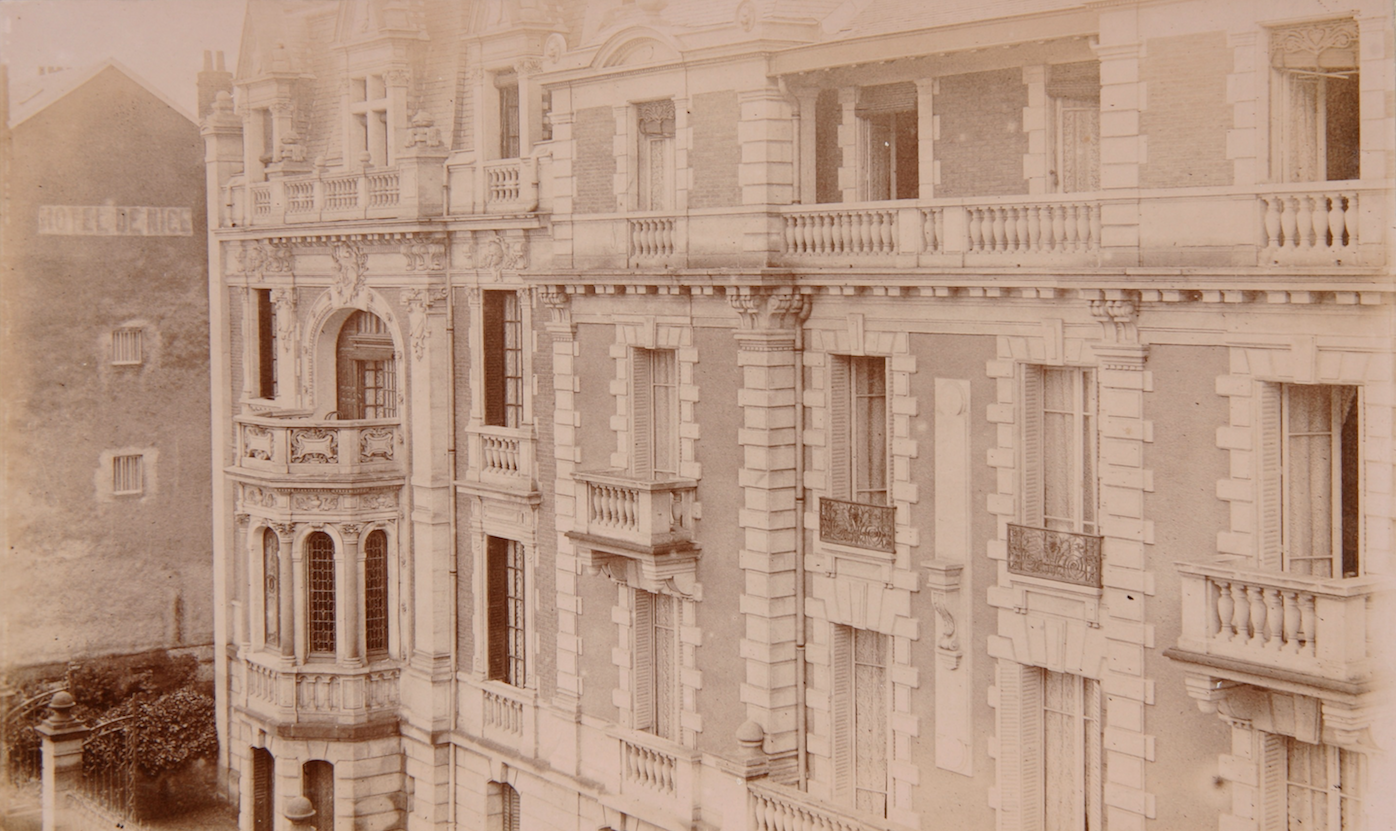
Façades nord des Villas Servant et Beau-Site (ca 1890)

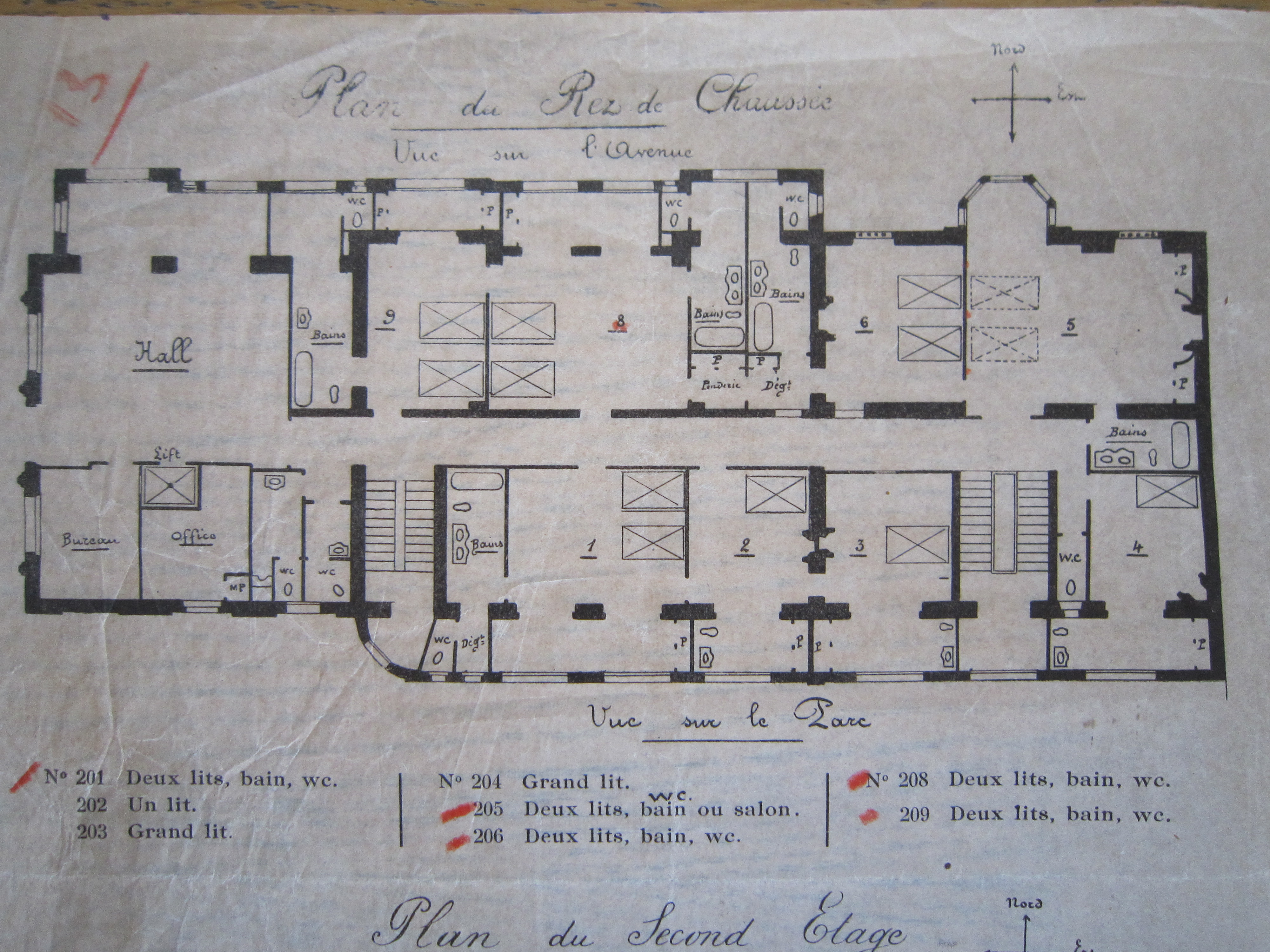
Plan du Rez-de-Chaussée du Pavillon Majestic (sans date, vers 1920)

En 1911, la famille Servant décide de transformer le Grand Hôtel et ses Villas annexes en un "palace" (futur "Grand Hôtel & Majestic Palace").   

On procède alors à la transformation des villas : une façade Art Nouveau - signée  Edouard Ernest Mizard - réunit les trois villas sorties de terre à la Belle Epoque sous une façade-carapace verte et blanche, tel un "manteau" de pierres et de briques vernissées. Une particularité mérite d'être soulignée : seules deux des trois villas ont été ainsi dotées d'une façade Art nouveau sur l'avenue de la Gare. La Villa Servant, propriété personnelle de la famille d'hôteliers, n'a pas revêtu cette coque moderne blanche et verte et conserve sa façade originelle de style néo-Louis XIII côté rue. La façade arrière de la Villa, visible uniquement depuis le parc du palace, a - elle - été recouverte de briques vernissées et forme ainsi un continuum architectural avec les anciennes Villas Beau-Site.  

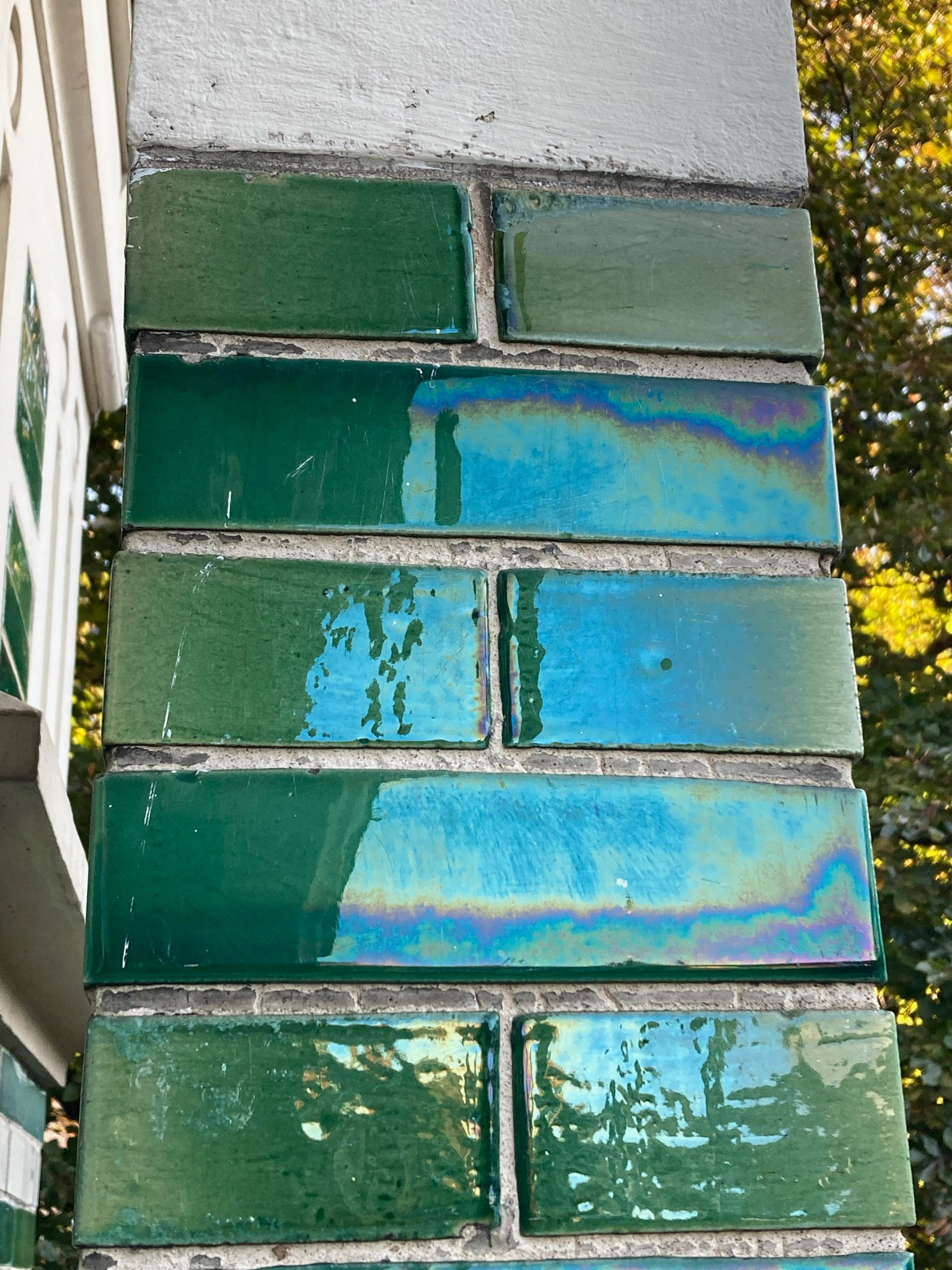
Briques de parement de la façade occidentale, 2e étage (photo J. Picot, octobre 2021)

Achevé avant le lancement de la Saison thermale 1912, le tout nouveau "Pavillon Majestic" (ex : villa Servant et villas Beau-Site/Beausite) présente toutes les caractéristiques du style "Art Nouveau" dont fut friande la bourgeoisie possédante et bâtisseuse de la Belle Époque, avec des façades donnant une présence importante à la céramique, archétype de l'architecture hôtelière thermale des années 1900-1910.

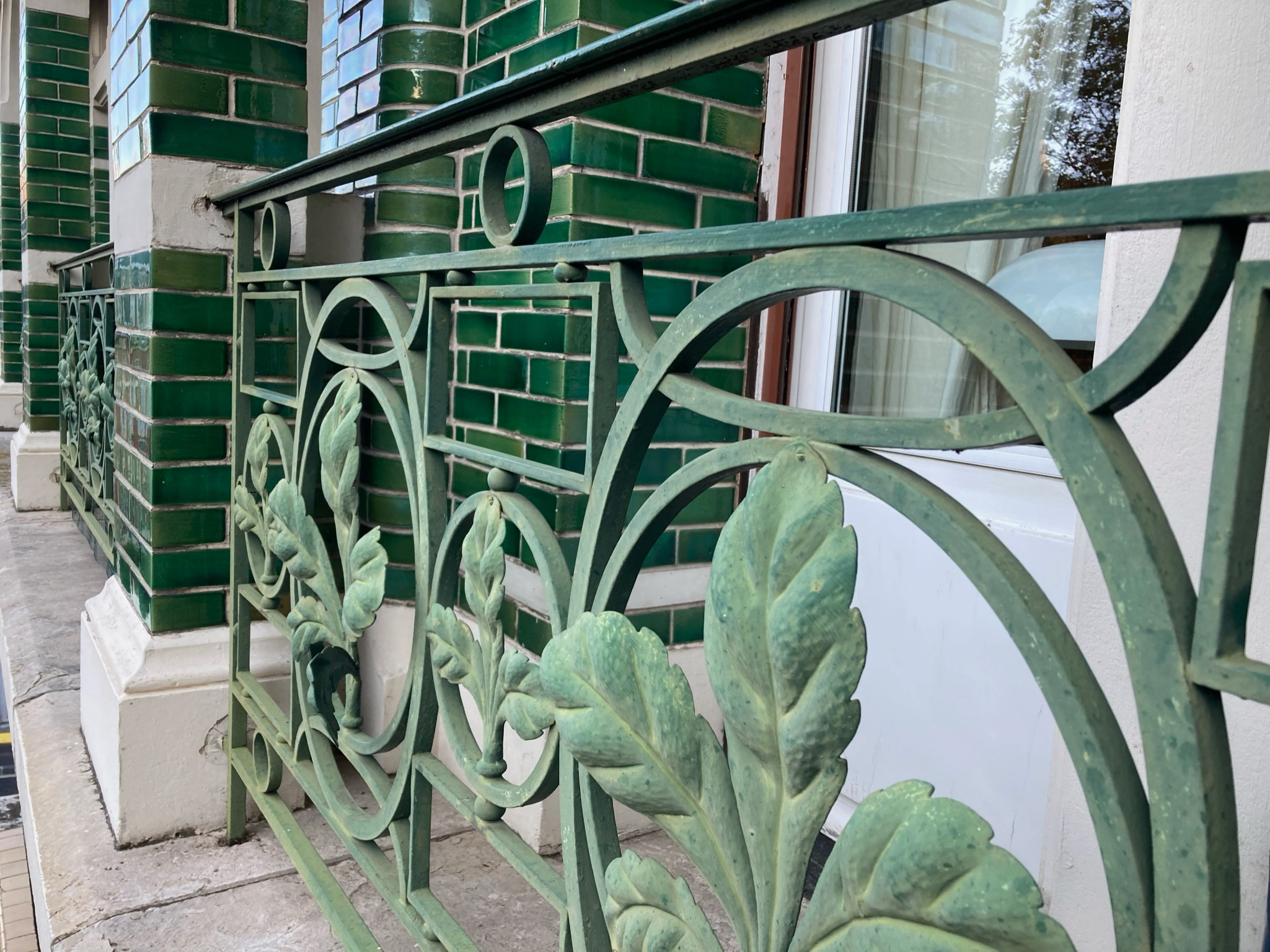
Ferronneries de la façade occidentale du Pavillon Majestic (photo J. Picot, octobre 2021)

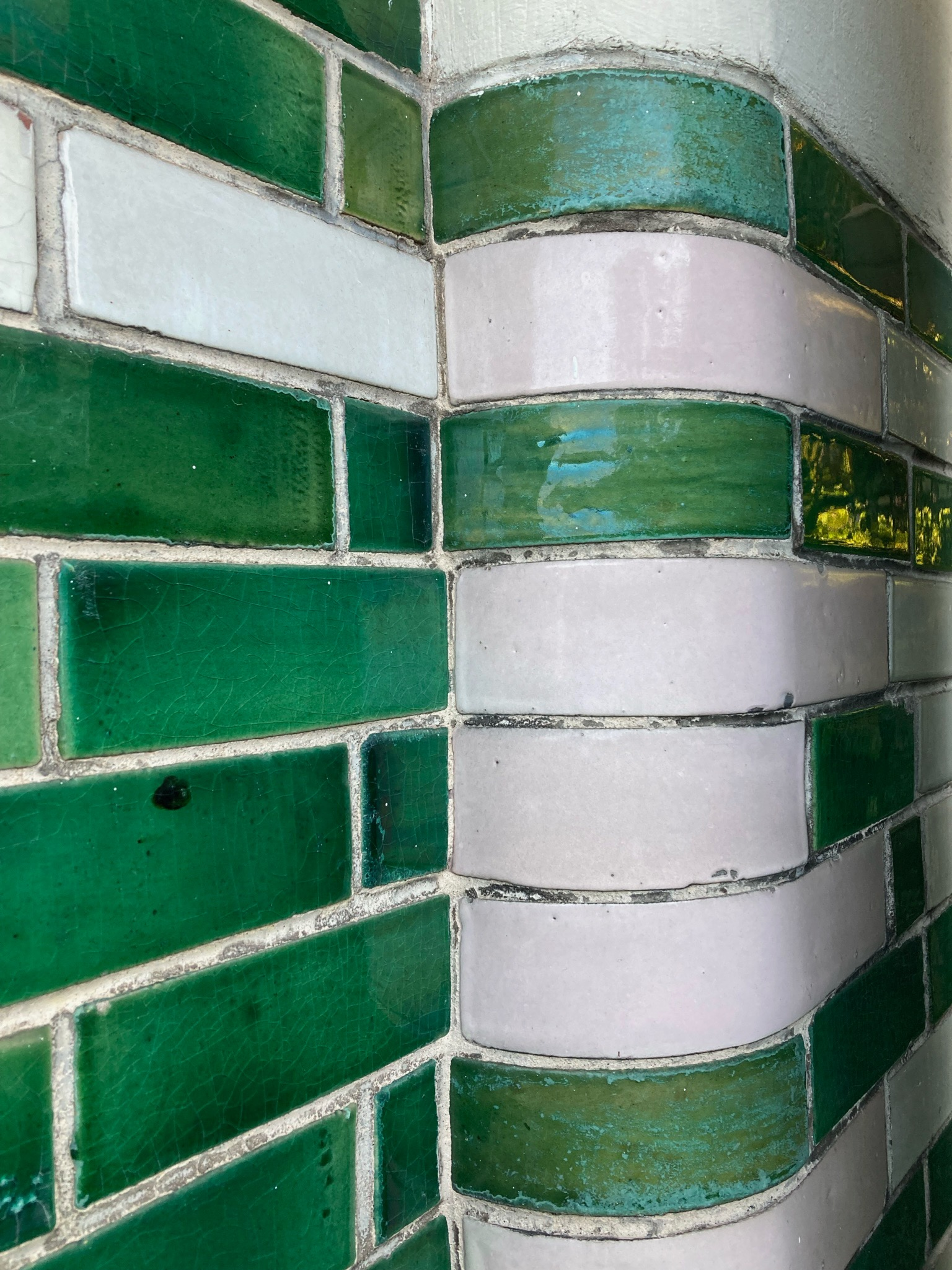
Détail des briques de parement (vernissées) de la façade occidentale, 2e étage (photo J. Picot, octobre 2021)

Le pavillon Majestic a été construit pour être l'annexe hôtelière du Grand Hôtel et Majestic Palace de Royat-les-Bains — bien qu'il se trouve sur le finage de la commune de Chamalières —, ouvert pour la saison thermale de 1865 avant de fermer ses portes en 1950. A la différence du Grand Hôtel, corps principal du complexe hôtelier qui était doté de 300 chambres, le Pavillon avait l'avantage de proposer 50 appartements et 20 salles de bains aux riches baigneurs venus du globe entier,.